# Sergio Casanova
Pour les articles homonymes, voir Casanova (homonymie).
Casanova  Villalonga est un nom espagnol. Le premier nom de famille, en général paternel, est Casanova ; le second, en général maternel, souvent omis, est Villalonga.
Sergio "Sergi" Casanova Villalonga, né le 3 juillet 1983, est un coureur cycliste espagnol.

## Biographie
Fin juillet 2010, Sergio Casanova prend le départ du Tour de Rio, course par étapes de l'UCI America Tour, sous les couleurs de l'équipe MMR Bikes. Il y remporte la troisième étape, et termine quatrième du classement général. 

## Palmarès
- 2005
  - Classement général de la Ronde du Maestrazgo
  - 2e de la Volta del Llagostí
- 2006
  - Volta del Llagostí :
    - Classement général
    - 2e étape

  - 5eb étape du Tour de Tenerife
- 2007
  - 1reb étape de la Ronde du Maestrazgo (contre-la-montre par équipes)
  - 1re étape de la Volta del Llagostí
  - 2e de la Volta del Llagostí
  - 3e du Circuito Guadiana
- 2008
  - 2e du Gran Premio Diputación de Pontevedra
- 2009
  - 3e du Gran Premio Diputación de Pontevedra
- 2010
  - 1re étape de la Ronde du Maestrazgo
  - 3e étape du Tour de Rio
  - 3e du Trofeu Joan Escolà
- 2012
  - 2e de la Volta del Llagostí
- 2014
  - 2e du Trofeu Joan Escolà
  - 3e de la Ronde du Maestrazgo
- 2016
  - Trofeu Social Primavera
  - Gran Premio Sant Pere
- 2017
  - Trofeu Abelardo Trenzano
  - Trofeu Sant Bartomeu
- 2018
  - 2e du Trofeu Joan Escolà

## Classements mondiaux
| Année            | 2010 |
| ---------------- | ---- |
| UCI America Tour | 131e |